# Trichosteleum sematophylloides
Trichosteleum sematophylloides är en bladmossart som beskrevs av Hugh Neville Dixon 1922. Trichosteleum sematophylloides ingår i släktet Trichosteleum och familjen Sematophyllaceae. Inga underarter finns listade i Catalogue of Life.